# IC 287
IC 287 је спирална галаксија у сазвјежђу Еридан која се налази на листи објеката дубоког неба у Индекс каталогу.
Деклинација објекта је - 12° 4' 12" а ректасцензија 3h 4m 57,8s. Привидна величина (магнитуда) објекта IC 287 износи 14,7 а фотографска магнитуда 15,5. IC 287 је још познат и под ознакама NPM1G -12.0112, PGC 170040.